# Marimar
 (mai 2020).
Si vous disposez d'ouvrages ou d'articles de référence ou si vous connaissez des sites web de qualité traitant du thème abordé ici, merci de compléter l'article en donnant les références utiles à sa vérifiabilité et en les liant à la section « Notes et références ».
Marimar est une telenovela mexicaine, réalisée par Beatriz Sheridan et diffusée entre le 3 juillet 1983 et le 23 août 1994 sur le réseau Televisa. Elle a été diffusée sur RFO en 2001 et sur Novelas TV entre le 3 juin 2016 et le 15 septembre 2016.

## Synopsis
María del Mar dit Marimar, est une jeune mexicaine fleur bleue qui ne sait ni lire ni écrire. Elle vit dans un squat de la plage avec son papi Pancho, sa mamie Cruz, son chien Sac à puces, et sa poule Macha. Contre l'avis de ses grands-parents, elle se rend souvent sur des terrains privés pour récupérer des fruits et des légumes du jardin. Un jour, elle croise le regard de Sergio Santibañez fils du propriétaire de l'Hacienda où elle s'est introduite. Elle est subjuguée par cet homme. Emu par la situation de la jeune femme qui s'accroche à lui, et se sentant en âge de se marier, il propose à Marimar de s'installer à l'Hacienda. Sergio n'est pas amoureux mais ils se marient rapidement car Sergio veut faire rager son père qui refuse de lui attribuer sa part de l'Hacienda. Renato, le père de Sergio et surtout Angelica, la femme de ce dernier regrettent d'avoir poussé Sergio à trouver une épouse.
Sergio est footballeur dans un club de la capitale, Mexico. Marimar est vexée de voir que son mari ne souhaite pas qu'elle le rejoigne. Il lui propose de rester à l'Hacienda en attendant qu'il fasse construire une maison non loin de là. Il s'imagine que Marimar sera une parfaite maîtresse de maison à son retour. Il lui envoie des lettres qui ne lui sont pas lues. Marimar est gentille mais elle peut se montrer très insolente avec les gens qui la prennent de haut. Elle se dispute donc régulièrement avec Angelica. Angelica se débarrasse d'elle en l'accusant d'un vol de bijoux. Marimar se retrouve en prison enceinte. Angelica ordonne à un de ses employés de s'occuper des grands-parents de Marimar. Il fait plus que demandé en les tuant. Marimar ne reste pas longtemps en prison. À sa libération elle ne rêve que d'une chose : quitter la région et prendre un nouveau départ. 
Avec l'aide du prêtre, Padre Porres, elle trouve un logement dans une auberge de Mexico. La poule Macha finit dans les assiettes de l'auberge. Marimar est embauchée comme domestique chez le riche homme d'affaires Gustavo Aldama, qui recherche sa fille. Gustavo va faire d'elle une femme cultivée, distinguée, ambitieuse et son héritière. Ce n'est que la veille de sa mort qu'il apprend que cette jeune femme est en réalité sa fille. Marimar a perdu toute naïveté. À Mexico on la connaît sous l'identité de Bella Aldama, une redoutable femme fatale, orgueilleuse et très méfiante. Elle réussit à cacher sa grossesse, puis élève sa fille en toute discrétion, sous le nom de Cruz.
Sergio tombe amoureux de cette femme d'affaires charismatique. Il a des doutes mais refuse de croire que Marimar ait pu autant changer. Marimar ressent toujours quelque chose pour Sergio mais n'oublie pas le manque de considération de celui-ci à l'époque où elle était pauvre. Elle ne supporte pas la goujaterie de son mari qui semble bien s'amuser à Mexico. Marimar se vante d'être riche, tourne Sergio en bourrique, et souhaite se venger de la famille Santibañez.
Le chien Sac à puces, dont on entend les pensées, est bien plus perspicace que les humains. Il essaie de protéger Marimar contre elle-même.
En secret, Sergio est toujours amoureux de Marimar.
Angélica entre alors dans un accident de voiture et subit de graves brûlures. Sur son lit de mort, elle souhaite que Marimar soit brûlée vive dans sa maison. Innocencia découvre que Sergio est en visite à Marimar et a même tenté de se rendre chez Marimar. La femme enceinte, Innocencia, tombe et conduit à l'hôpital où elle a son bébé. On lui diagnostique ensuite une tumeur au cerveau. Marimar décide d'oublier Sergio en tombant amoureux d'un autre ingénieur. Innocencia se fait alors opérer du cerveau et, honteuse de tout ce qu'elle a fait, permet à Marimar d'épouser Sergio. Ils se marient enfin et vivent heureux pour toujours.

## Distribution
- Thalía (VF: Patricia Legrand) : María del Mar, dite Marimar Aldama Pérez / Bella Aldama
- Eduardo Capetillo : Sergio Santibañez
- René Muñoz (es) : Padre Porres
- Marta Zamora (es) : Perfecta
- Chantal Andere : Angélica Santibañez
- Marisol Santacruz : Mónica de la Colina
- Ada Carrasco (es) : Mamá Cruz
- Alfonso Iturralde : Renato Santibáñez
- Miguel Palmer : Gustavo Aldama
- Tito Guízar : Papá Pancho Pérez
- Guillermo García Cantú : Bernardo Duarte
- Frances Ondiviela : Brenda Icaza
- Ricardo Blume : Gouverneur Fernando Montenegro
- Amairani : Natalia Montenegro
- Serrana : Alina
- Patricia Navidad : Isabel Estrada
- Marcelo Buquet : Rodolfo San Genis
- Julia Marichal : Corazón
- Pituka de Foronda : Tía Esperanza Aldama
- Claudia Ortega : Prudencia
- Luis Gatica: Chuy López
- Kenia Gascón : Antonieta Narváez de López
- Nicky Mondellini : Gema
- Toño Infante : Nicandro Mejía / Nazario Mejía
- Martha Ofelia Galindo : Doña Josefina
- Carlos Becerril : Sac à puces
- Hortensia Clavijo "La Cucara" : La Cucaracha
- Pituka de Foronda : Esperanza Aldama
- Ana Luisa Peluffo : Selva
- Rafael del Villar : Esteban / Leonardo Alcázar
- Maria Fernanda Morales : Mimi et Fifi
- Rosángela Balbó : Eugenia

## Commentaires
Cette telenovela a eu une des plus fortes audiences de RFO en 2002 dans la France d'outre-mer et en Afrique. Le quotidien Ivoir'Soir a écrit : « À 19 heures 30 précises, Marimar commence et la vie s’arrête en Côte d'Ivoire ».
La vie s'arrêtait aussi à La Réunion. RFO a même créé un "club Marimar" pour fidéliser ses téléspectateurs. Lors du passage du cyclone Dina en 2002, il a fallu s'occuper de la diffusion en urgence des épisodes qui n'avaient pu être transmis. Certaines personnes se plaignaient sur des ondes radios que RFO ne diffuse pas cette série lors de l'événement climatique.

## Versions
- La indomable (RCTV, 1974-1975) avec Marina Baura, Elio Rubens et Bárbara Teyde
- La venganza (Televisa, 1977) avec Helena Rojo et Enrique Lizalde
- MariMar (GMA Network, 2007-2008) avec Marian Rivera et Dingdong Dantes
- Corazón indomable (Televisa, 2013) avec Ana Brenda Contreras et Daniel Arenas
- Metel el Amar (Murr Television) avec Stéphanie Saliba et Wissam Saliba
- MariMar (GMA Network, 2015) avec Megan Young et Tom Rodríguez